# Grupa Kęty
Grupa Kęty Spółka Akcyjna – spółka zajmująca się przetwórstwem aluminium, wytwarza profile aluminiowe dla przemysłu budowlanego, motoryzacyjnego, wyposażenia wnętrz, maszynowego oraz wielu innych. Ponadto spółka jest podmiotem dominującym grupy kapitałowej posiadającej trzy podstawowe obszary działania:
- produkcja profili aluminiowych oraz komponentów na ich bazie,
- systemy okien, drzwi, fasad aluminiowych i rolet zewnętrznych,
- opakowania giętkie,

Do 1999 roku spółka działała pod nazwą Zakłady Metali Lekkich „Kęty” S.A. Od stycznia 1996 roku akcje Grupy Kęty S.A. są notowane na GPW.